# 森博嗣
森 博嗣（もり ひろし、1957年〈昭和32年〉12月7日 - ）は、日本の工学者・小説家・随筆家・同人作家。工学博士（名古屋大学・論文博士・1990年）。元名古屋大学大学院環境学研究科都市環境学専攻助教授。ローマ字表記は「MORI Hiroshi」。妻はイラストレーターのささきすばる。近年は、清涼院流水が立ち上げたプロジェクト「The BBB」（Breakthrough Bandwagon Books）に参加し、『スカイ・クロラ』（2001年）『すべてがFになる』（1996年）など英語版の著作を発表している。
『すべてがFになる』でデビュー。2005年まで工学部教授として大学に勤務しながら、理系ミステリーを数多く発表する。作品に『スカイ・クロラ』、『カクレカラクリ』（2006年）、『Ⅹの悲劇』（2016年）など。科学エッセイも執筆している。

## 人物
1957年12月7日、愛知県に生まれる。実家は、商店など商業施設の建築設計を主に請け負う工務店だった。
東海中学校・高等学校卒業後、名古屋大学工学部建築学科に進学した。同大学大学院修士課程修了後、三重大学工学部に助手として採用される。その後、31歳のとき、母校に助教授として採用された。
1990年、工学博士（名古屋大学）の学位を取得（いわゆる論文博士）。学位論文は「フレッシュコンクリートの流動解析法に関する研究」である。
1995年の夏休みに処女作『冷たい密室と博士たち』を約1週間で執筆。原稿募集が始まったメフィストに投稿し、編集部から次作の要望を受ける。第4作『すべてがFになる』の完成後、メフィスト編集部がメフィスト賞の誕生を発表。『すべてがFになる』が第1回メフィスト賞受賞作となる。1996年4月のデビュー作『すべてがFになる』刊行時には第5作目までが刊行予定とされていた。それ以降も大学で勤務しながらハイペースで作品を発表し、一躍人気作家となる。当初の著者プロフィールでは「国立N大学助教授」や「某国立大学の工学部助教授」としていたが、2005年に名古屋大学を退官した後は「作家」や「工学博士」などに変更している。
教員時代の海外へ短期留学の時期および三重大学に勤務していた時期以外は、故郷の愛知県に居住していた。2013年時点で「涼しい国」に在住していた模様。ただし「外国」とは書いていないので、信濃国や越前国の可能性もある。また町内会に入会していたとのことである。2017年の著作では「現在、海外のどこか涼しい国にいるらしい」と書かれている。

### 家族
妻は同人活動で知り合ったイラストレーターのささきすばるで、小説家としてデビュー後は小説の挿絵や絵本で共著がある。
かつて飼っていたシェットランド・シープドッグの「森都馬（もり とうま）」が、2005年3月24日に死んだ後は、同じくシェットランド・シープドッグの「パスカル」および「ヘクト」を飼っている（両方とも雄）。

### 趣味
学生時代から多趣味であり、鉄道模型・飛行機模型・音響装置・自動車などに関する記述がホームページ上で多く見られる。特に小学生の頃にHOゲージから始めた鉄道模型は、デビュー後に購入した敷地に5インチゲージの庭園鉄道「欠伸軽便鉄道弁天ヶ丘線」（2010年5月で廃線）や「梵天坂線」を「開業」し、車両制作のために大型の工作機械を導入するなど、本格的なレベルで活動している。2010年に廃線となった大名鉄道ガリバー線の車両の動態保存も担っている。鉄道には招かれた作家や編集者以外にも、ファンの集いなどで乗車会を行っている。愛犬の森都馬はこの庭園鉄道の「駅長」を長く務めた。都馬の死後は、パスカルが「駅長」、ヘクトが「助役」を務めている。
自動車好きを公言しており、愛車は予約して購入したホンダ・ビートと、印税を元に購入したポルシェ・911。他にミニや、光岡のキットカー「K-2」なども所有している。

### 交友関係
同時期にデビューした京極夏彦、森の影響を公言し「神」とまで評価する西尾維新、哲学者の土屋賢二らとは複数回対談を行っている。特に京極や土屋とは一緒に旅行へ行くほどの仲だという。また森に続いてメフィスト賞でデビューした清涼院流水の作品にゲストとして参加したり、清涼院が立ち上げた作家の英語圏進出プロジェクト・The BBBに参加するなどしている（2016年3月に英語版短編集『Seven Stories』を刊行。『スカイ・クロラ』の英訳も予告されている）。他にもよしもとばななとは家族ぐるみの交流がある。その一方で小説家の知り合いは少ないとも発言しており、文庫版の解説に起用されるのも、落語家や学術関係者など出版業界とは関係の薄い人物や、同人作家時代に知り合った漫画家であることが多い。

### 学術業績
専攻は主にコンクリートなどの建築材料の数値解析に関する分野（粘塑性流体の数値解析手法）で、当時登場したばかりのC言語を利用しており、構造計算に関する専門書も執筆した。また計算だけでなくコンクリート標本の曝露試験など屋外実験も行っている。
1988年に、谷川恭雄、黒川善幸らとともに「振動力を受けるフレッシュコンクリートの流動解析法」で、第16回セメント協会論文賞を受賞。谷川と黒川は、名前を伏せた上で日記に登場したほか、Mシリーズに登場する人物のモデルにもなっている。
毛利衛がエンデバー号内部で紙飛行機を飛ばす実験を行う前に、パソコン通信で懸賞問題として出された「無重力状態で紙飛行機の挙動」を理論的に予測し的中させた。JAXAによる説明とは答えが異なっているが、これは前提となる環境条件が違うため。賞品として小さなトロフィーが贈られたという。
大学の卒業制作（図面）は図書館。建築士の資格は有していないが、試験問題の作成を担当したことがある。
2000年代になって長らく技術が途絶えていたジャイロモノレールを復活させた。動画サイトへのジャイロモノレールの動画の投稿後、これらの動画に触発され、ジャイロモノレールの投稿動画の数が増えた。
近年はジェットエンジンで推進する機関車などを作っている。

#### 受賞歴
- 1988年 セメント協会論文賞
- 1989年 日本建築学会東海賞
- 1989年 日本建築学会奨励賞
- 1990年 日本コンクリート工学協会賞
- 1990年 日本材料学会論文賞

## 作品の特徴

### 理系
作者が工学部の助教授であったことに加え、デビュー当時は一般的でなかったコンピュータや電子メールを駆使する人物、科学や工学分野に関する専門的な会話が説明なしに交わされたり、作中で難解な数学問題が提示されるという展開から「理系ミステリ」と評された。
理系と称される要因の1つとして、「外来語のカタカナ表記において音引きを省略する」という原則を徹底していることが挙げられる。これは理系分野においては一般的に外国語の単語をカタカナに直す際に長音を省くことが多いためであるが、森の場合、日常語においても音引きを略すのが特徴的である。かつて日本工業規格（JIS Z 8301）において「その言葉が3音以上の場合には、語尾に長音符号をつけない」という規定があった。「コンピュータ」など一部の語のみ長音記号を省略する小説家はいたが、これを徹底して小説に持ち込んだ。また、独自のルールとして子音+yで終わる言葉には「ィ」を用いている（例：mystery → 「ミステリィ」）。

### 作風
論文や科研費の申請書などの事務書類で覚えたという論理的な文章でありながら、作中に詩や歌詞が挿入されるという展開、「意味なしジョーク」と称されるシュールなジョーク、最後まで答えが明かされない難解なパズルや数学問題など、既存の作家には見られなかった特異な作風が話題となった。
当初は広義の推理小説を中心として執筆していたが、次第にSF、幻想小説、架空戦記、剣豪小説などの他ジャンル、ブログの書籍化、エッセイ、絵本、詩集といった他の分野へも進出を果たした。
本人によれば、推理小説ではストーリーに意外性を持たせるために先のことを考えずに執筆し、だいたい5割ぐらいまで作品ができてきたところで初めて犯人を誰にするか考えるという。本人いわく「何が真相かというのを自分も知らずに書いていれば『まさかこれはないだろう』というふうにできる」とのこと。そのためにつじつまの合わないところが出てきた場合はそのシーンに戻って修正を加えるという。過去にはきちんとストーリーのプロットを固めてから執筆したこともあるが（『冷たい密室と博士たち』）「それだと全然意外じゃない」とのことで現在のような作風になった。後述するようにタイトルだけを先に決めて、それに合わせてトリックを考えることも多い。

### 執筆ペース
デビュー後から非常にハイペースで刊行を続けている。特に文庫化され始めたデビュー3年目以降は年に10作品以上が刊行される状態であり、2004年には毎月1冊以上刊行して合計27冊、2006年にも合計26冊を記録した（文庫落ちを含む）。かなりのハイペースであったが、出版業界で常態化していた締め切りに多少遅れるのが普通、という姿勢を知らなかったため、遅れないように一部の依頼を断っていた。このため事前に確約した締め切りに遅れることはなかった。
デビューから10年ほど過ぎた頃から、趣味に使う時間を増やすため刊行ペースを落としたが、文庫を含むと年に10冊を超えることが多い。

### タイトル・引用
ほとんどの作品の扉または巻頭部分に、引用文が載せられている。引用元は『オブジェクト指向システム分析設計入門』（青木淳著 ソフト・リサーチ・センター刊）のような専門書から、『不思議の国のアリス』のような古典文学まで多岐にわたる。この引用文の役割は、
- 両作が同じ主題を提示する
- 両作が同じ方法論を提示している
- 引用文が主題に反する「裏もしくは副次的テーマ」になっている

などである。
また、日本語タイトルに先んじて考えるという英語タイトルは、その著作を本質的に表しているものになっている。一方で『スカイ・クロラ』や『奥様はネットワーカ』のように、英語のタイトルも同じになっている作品もある。実際に推理小説ではタイトルのみを先に決めて、それに合わせて後から内容やトリックを考えることが多いという（本人が明らかにしているものとしては『すべてがFになる』『封印再度』など）。

### 執筆環境
デビュー前から一貫してMacユーザであり、ワープロソフトはクラリスワークス、インプットメソッドはATOKが気に入らなかったため、ことえりを使っていたが、後にATOKへ移行した。
京極夏彦とともに手書きやワープロ専用機ではなく、デビュー当初からパソコンで執筆を完結させる作家の先駆けとされている。

### 同人作家として
高校時代に同級生であった堀田清成らと漫画研究同好会設立に参画、機関紙「べた」を創刊するなど、積極的に活動を行っていた。絵のタッチは、崇拝する萩尾望都に限りなく近いと自称している。
大学進学後は漫画研究会を設立しており、漫画家の荻野真とをかべまさゆきは研究会の後輩だった。学外でも堀田らと同人サークル「グループドガ」（GROUP DEGAS）を主宰し、創作オンリーという当時でも硬派な同人誌即売会「コミック・カーニバル」を開催し、迷宮とも連携していた。グループドガ解体後は、後に妻となるささきすばるが会長を務める「出版JetPlopost」で活動するなど、当時は東海地方の同人業界では中心的な存在であった。当時のペンネームは「森むく」。当時のJetPlopostには、山田章博やコジマケンなどが在籍しており、小説家としてデビュー後に2人のイラストが森の本に採用されている。1980年代中盤から同人の商業化が東海地方にも波及するのに前後し、同人からは引退。同人作家時代のエピソードは、米澤嘉博が「数奇にして模型」文庫版の解説で言及している他、グループドガ時代の同人誌が明治大学の米沢嘉博記念図書館に収蔵されている。
同人時代から熊のイラストを多用しており、小説家としてデビュー後もWebサイトや栞に描いている。
小説家としてデビュー後、作品が漫画化されたりイラストを描くことはあったが、2014年現在まで新作のオリジナル漫画は発表していない。

### 執筆活動の縮小
デビュー当初から執筆活動を「対価を得るためのビジネス」というスタンスをとっており、「いずれ執筆をやめる」とまで宣言していた。2008年12月には、ブログの更新も終了した。今後一切の取材、講演会などを引き受けず、ファン・メールへの返信もやめ表舞台から姿を消すこと、予定している15作品（長編小説のみで）の出版を残すのみであることを発表した。ただし、この発表の中で、「少しずつ間隔をあけて、どんどんさきへ伸ばすかもしれません」とも述べている。この発表の前にも、森は「今確実なことは、いつまでも続けるつもりではないこと、今後は少しずつ表に出る機会を減らし、人知れず地味に静かに消えたいと願っていること、である」と述べている。
以降は当初の目的である「ビジネスとして」ではなく「趣味としての」小説に切り替える一方で、趣味である「欠伸軽便鉄道」に関しては積極的にレポートの更新や動画投稿、専門誌への寄稿を継続している。またノンフィクションも定期的に出版する予定があると予告し、実際に2010年以降はノンフィクションの出版を増やしている。
2008年12月31日に「最後のご挨拶」とされ、『百年シリーズ』最終作以後小説を書くことはないとされていたが、そのちょうど5年後の2013年12月31日、「久し振りのご挨拶」として近況報告が行われ、心境に若干の変化があったためとされる。
なお、「引退する」と述べたことはない旨の発言をしていたが、現在では「作家を引退した」と明言し、新作小説の執筆、取材、講演会などは断っているが、例外的にエッセイは「締切が3か月以上先で、内容、発表形態、料金についてメールで明示する」ことを条件に引き受けている。また、以前から親交のある編集者からの依頼を受けて、前述した長編15作品の予定になかった単発作品も執筆している。

### 世界観
一部の著作を除き世界観が時系列で繋がっており、『S&Mシリーズ、Vシリーズ、四季シリーズ、百年シリーズ』が一連のサーガとなっている。また、『Gシリーズ、Xシリーズ、Wシリーズ』や短編集等とも世界観を共有している。『S&Mシリーズ、Vシリーズ、百年シリーズ』は予備知識がなくても読むことができ、『四季シリーズ、Gシリーズ、Xシリーズ、Wシリーズ』等は他シリーズで設定をあらかじめ把握した上で読んだ方がより良いとされる。（もっとも、作者である森自身はどのような順番で読んでも良いと繰り返し述べている）

## エピソード
- メフィスト賞は森を衝撃的にデビューさせるために設立されたとされる。『冷たい密室と博士たち』を投稿した時点で『すべてがFになる』『冷たい密室と博士たち』『笑わない数学者』『詩的私的ジャック』も完成させていたが、宇山日出臣（当時の担当者）に次の作品の内容を尋ねられ、「孤島の研究所で殺人が起きる」というおおまかな設定を電話口で話したところ、宇山は「それをデビュー作にしましょう」と即決した。このことについて、後に森は「英断だった」「先見の明ならぬ不見の明」と評価している[28]。
- 体調と合っていることを理由として、食事は通常1日1食である。もっとも、少なからず間食をしているようである[29]。デビュー当初は喫煙者だったが、後に禁煙した。
- 「作家・森博嗣が創作者として崇拝する唯一の存在」と自称するほどの萩尾望都ファンで、萩尾作品に出会わなかったら創作はしていないと話す。これが縁で萩尾による作品解説や、トーマの心臓の小説版執筆に繋がった。
- 代表作であると意識している作品は『スカイ・クロラ』シリーズだと述べている[30]。執筆を続けるうちに自信作の順位は変動しているという。
- 自身の名を英語表記するときには、日本での姓名の順に合わせて、必ず「MORI Hiroshi」としている。これは、名前のために行っている創作活動であるのに、その名前を正しく認識してもらえなければ意義を損なうと考えているためである[31]。MORI が全て大文字なのは、姓だと分かってもらうため[32]。この表記方法は理工系の研究者の論文やサッカーの登録選手名などで用いられ、作家では薬学博士の瀬名秀明（SENA Hideaki）[注 22]など理系とされる人物や、森に続いてメフィスト賞を受賞し、公式サイトを英語表記のみにしている清涼院流水（SEIRYOIN Ryusui）が採用している。
- 工学分野で助教授になったのは他者と比較して当時としても極めて早かったと語っている。しかし助教授になったことが嫌すぎて妻に数か月隠していた。実験時間が減ることなどが理由。
- 当初は詳しい経歴を明かさずに写真撮影なども断っていたが、現在ではAmazon.co.jpの著者ページにのみ近影を掲載している[33]。
- オセロの勝負をして負けたのは、ほったゆみと戦った時の一度だけと語っている[34]。
- 抜群の記憶力を持ち、一度覚えたことを忘れたことがないと述べている。その反面、エッセイではゴミを出す日を覚えられないとも発言している。
- 強度の遠視であり、かつては文字を読む（ピントを合わせる）のが苦痛だったという（本人には遠視の自覚がなかった）。現在は眼鏡をかけることでこれを解決している。
- 講談社ノベルス版にはカバーの袖に、講談社文庫版では特製の栞[注 23]に直筆のイラストと短い詩が書かれている。
- 累計で1300万部を超えるベストセラー作家ではあるが、2014年までデビュー時のメフィスト賞[注 24]以外には文学賞を受賞しておらず、本人も賞に執着がない旨をブログやエッセイで表明している。
- 『発音がうまくならないと英会話は上達しない』という題名の本があるが、これは同姓同名の別人の著書である。
- 2014年12月現在、全ての小説が絶版になっておらず、特にS&Mシリーズの文庫版はカバーをリニューアルして継続販売されている。
- 公認のファンクラブ「森ぱふぇ（PRAMM[注 25]）」は1998年4月1日から活動を継続している。

## ミステリ・ランキング
- 週刊文春ミステリーベスト10
  - 1996年 - 『すべてがFになる』8位

- 本格ミステリ・ベスト10
  - 1997年 - 『すべてがFになる』4位
  - 1998年 - 『封印再度』9位、『幻惑の死と使途』11位
  - 1999年 - 『有限と微小のパン』11位
  - 2000年 - 『そして二人だけになった』10位

- MRC大賞
  - 2022年 - 『オメガ城の惨劇 SAIKAWA Sohei’s Last Case』2位

## 作品リスト

### S&Mシリーズ
- すべてがFになる The Perfect Insider（1996年4月 講談社ノベルス / 1998年12月 講談社文庫）
- 冷たい密室と博士たち Doctors in Isolated Room（1996年7月 講談社ノベルス / 1999年3月 講談社文庫）
- 笑わない数学者 Mathematical Goodbye（1996年9月 講談社ノベルス / 1999年7月 講談社文庫）
- 詩的私的ジャック Jack the Poetical Private（1997年1月 講談社ノベルス / 1999年11月 講談社文庫）
- 封印再度 Who Inside（1997年4月 講談社ノベルス / 2000年3月 講談社文庫）
- 幻惑の死と使途 Illusion Acts Like Magic（1997年10月 講談社ノベルス / 2000年11月 講談社文庫）
- 夏のレプリカ Replaceable Summer（1998年1月 講談社ノベルス / 2000年11月 講談社文庫）
- 今はもうない Switch Back（1998年4月 講談社ノベルス / 2001年3月 講談社文庫）
- 数奇にして模型 Numerical Models（1998年7月 講談社ノベルス / 2001年7月 講談社文庫）
- 有限と微小のパン The Perfect Outsider（1998年10月 講談社ノベルス / 2001年11月 講談社文庫）

### Vシリーズ
- 黒猫の三角 Delta in the Darkness（1999年5月 講談社ノベルス / 2002年7月 講談社文庫）
- 人形式モナリザ Shape of Things Human（1999年9月 講談社ノベルス / 2002年11月 講談社文庫）
- 月は幽咽のデバイス The Sound Walks When the Moon Talks（2000年1月 講談社ノベルス / 2003年3月 講談社文庫）
- 夢・出逢い・魔性 You May Die in My Show（2000年5月 講談社ノベルス / 2003年7月 講談社文庫）
- 魔剣天翔 Cockpit on Knife Edge（2000年9月 講談社ノベルス / 2003年11月 講談社文庫）
- 恋恋蓮歩の演習 A Sea of Deceits（2001年5月 講談社ノベルス / 2004年7月 講談社文庫）
- 六人の超音波科学者 Six Supersonic Scientists（2001年9月 講談社ノベルス / 2004年11月 講談社文庫）
- 捩れ屋敷の利鈍 The Riddle in Torsional Nest（2002年1月 講談社ノベルス / 2005年3月 講談社文庫）
- 朽ちる散る落ちる Rot off and Drop away（2002年5月 講談社ノベルス / 2005年7月 講談社文庫）
- 赤緑黒白 Red Green Black and White（2002年9月 講談社ノベルス / 2005年11月 講談社文庫）

### 百年シリーズ
- 女王の百年密室 God Save the Queen（2000年7月 幻冬舎 / 2001年12月 幻冬舎ノベルス / 2003年6月 幻冬舎文庫 / 2004年2月 新潮文庫 / 2017年1月 講談社文庫）
- 迷宮百年の睡魔 Labyrinth in Arm of Morpheus（2003年6月 新潮社 / 2004年3月 幻冬舎ノベルス / 2005年6月 新潮文庫 / 2017年2月 講談社文庫）
- 赤目姫の潮解 Lady Scarlet Eyes and Her Deliquescence（2013年7月 講談社 / 2016年7月 講談社文庫）

### 四季シリーズ
- 四季 春 The Four Seasons Green Spring（2003年9月 講談社ノベルス / 2006年11月 講談社文庫）
- 四季 夏 The Four Seasons Red Summer（2003年11月 講談社ノベルス / 2006年11月 講談社文庫）
- 四季 秋 The Four Seasons White Autumn（2004年1月 講談社ノベルス / 2006年12月 講談社文庫）
- 四季 冬 The Four Seasons Black Winter（2004年3月 講談社ノベルス / 2006年12月 講談社文庫）
- 四季 The Four Seasons - 『春』『夏』『秋』『冬』の合本（2004年2月 講談社）

### Gシリーズ
- φ（ファイ）は壊れたね Path connected φ broke（2004年9月 講談社ノベルス / 2007年11月 講談社文庫）
- θ（シータ）は遊んでくれたよ Another playmate θ（2005年5月 講談社ノベルス / 2002年11月 講談社文庫）
- τ（タウ）になるまで待って Please stay until τ（2005年9月 講談社ノベルス / 2008年7月 講談社文庫）
- ε（イプシロン）に誓って Swearing on solemn ε（2006年5月 講談社ノベルス / 2009年11月 講談社文庫）
- λ（ラムダ）に歯がない λ has no teeth（2006年9月 講談社ノベルス / 2010年3月 講談社文庫）
- η（イータ）なのに夢のよう Dreamily in spite of η（2007年1月 講談社ノベルス / 2010年8月 講談社文庫）
- 目薬α（アルファ）で殺菌します Disinfectant α for the eyes（2008年9月 講談社ノベルス / 2012年12月 講談社文庫）
- ジグβ（ベータ）は神ですか Jig β knows Heaven（2012年11月 講談社ノベルス / 2015年10月 講談社文庫）
- キウイγ（ガンマ）は時計仕掛け Kiwi γ in clockwork（2013年11月 講談社ノベルス / 2016年11月 講談社文庫）
- χ（カイ）の悲劇 The Tragedy of χ（2016年5月 講談社ノベルス / 2019年5月 講談社文庫）
- ψ（プサイ）の悲劇 The Tragedy of ψ（2018年5月 講談社ノベルス / 2021年6月 講談社文庫）

### Xシリーズ
- イナイ×イナイ Peekaboo（2007年5月 講談社ノベルス / 2010年9月 講談社文庫）
- キラレ×キラレ Cutthroat（2007年9月 講談社ノベルス / 2011年3月 講談社文庫）
- タカイ×タカイ Crucifixion（2008年1月 講談社ノベルス / 2012年3月 講談社文庫）
- ムカシ×ムカシ Reminiscence（2014年6月 講談社ノベルス / 2017年4月 講談社文庫）
- サイタ×サイタ Explosive（2014年11月 講談社ノベルス / 2017年9月 講談社文庫）
- ダマシ×ダマシ Swindler （2017年5月 講談社ノベルス / 2020年5月 講談社文庫）

### XXシリーズ
- 馬鹿と嘘の弓 Fool Lie Bow （2020年10月 講談社ノベルス / 2023年7月 講談社文庫）
- 歌の終わりは海 Song End Sea （2021年10月 講談社ノベルス / 2024年7月 講談社文庫）
- 情景の殺人者 Scene Killer （2023年10月 講談社ノベルス）

### スカイ・クロラ シリーズ
- スカイ・クロラ The Sky Crawlers（2001年6月 中央公論新社 / 2002年10月 C★NOVELS Bibliotheque / 2004年10月 中公文庫 / 2022年5月 中公文庫【新装版】）
- ナ・バ・テア None But Air（2004年6月 中央公論新社 / 2004年10月 C★NOVELS Bibliotheque / 2005年11月 中公文庫 / 2022年7月 中公文庫【新装版】）
- ダウン・ツ・ヘヴン Down to Heaven（2005年6月 中央公論新社 / 2005年12月 C★NOVELS Bibliotheque / 2006年11月 中公文庫 / 2022年9月 中公文庫【新装版】）
- フラッタ・リンツ・ライフ Flutter into Life（2006年6月 中央公論新社 / 2007年5月 C★NOVELS Bibliotheque / 2007年11月 中公文庫 / 2022年11月 中公文庫【新装版】）
- クレィドゥ・ザ・スカイ Cradle the Sky（2007年6月 中央公論新社 / 2007年10月 C★NOVELS Bibliotheque / 2008年4月 中公文庫 / 2023年1月 中公文庫【新装版】）
- スカイ・イクリプス Sky Eclipse（2008年6月 中央公論新社 / 2008年11月 C★NOVELS Bibliotheque / 2009年2月 中公文庫 / 2023年3月 中公文庫【新装版】）

### Mシリーズ
- 工学部・水柿助教授の日常 The Ordinary of Dr.Mizukaki（2001年1月 幻冬舎 / 2003年2月 幻冬舎ノベルス / 2004年12月 幻冬舎文庫）
- 工学部・水柿助教授の逡巡 The Hesitation of Dr.Mizukaki（2004年12月 幻冬舎 / 2006年1月 幻冬舎ノベルス / 2007年10月 幻冬舎文庫）
- 工学部・水柿助教授の解脱 The Nirvana of Dr.Mizukaki（2008年4月 幻冬舎 / 2009年12月 幻冬舎ノベルス / 2011年10月 幻冬舎文庫）

### Zシリーズ
- ZOKU（2003年10月 光文社 / 2004年10月 カッパ・ノベルス / 2006年10月 光文社文庫）
- ZOKUDAM（2007年7月 光文社 / 2008年7月 カッパ・ノベルス / 2010年1月 光文社文庫）
- ZOKURANGER（2009年4月 光文社 / 2010年8月 カッパ・ノベルス / 2011年8月 光文社文庫）

### ヴォイド・シェイパ シリーズ
- ヴォイド・シェイパ The Void Shaper（2011年4月 中央公論新社 / 2013年4月 中公文庫 / 2021年1月 講談社ノベルス）
- ブラッド・スクーパ The Blood Scooper（2012年4月 中央公論新社 / 2014年4月 中公文庫 / 2021年3月 講談社ノベルス）
- スカル・ブレーカ The Skull Breaker（2013年4月 中央公論新社 / 2015年3月 中公文庫 / 2021年5月 講談社ノベルス）
- フォグ・ハイダ The Fog Hider（2014年4月 中央公論新社 / 2016年3月 中公文庫 / 2021年7月 講談社ノベルス）
- マインド・クァンチャ The Mind Quencher（2015年4月 中央公論新社 / 2017年3月 中公文庫 / 2021年9月 講談社ノベルス）

### Wシリーズ
- 彼女は一人で歩くのか？ Does She Walk Alone?（2015年10月20日 講談社タイガ）
- 魔法の色を知っているか？ What Color is the Magic?（2016年1月19日 講談社タイガ）
- 風は青海を渡るのか？ The Wind Across Qinghai Lake?（2016年6月21日 講談社タイガ）
- デボラ、眠っているのか？ Deborah， Are You Sleeping?（2016年10月19日 講談社タイガ）
- 私たちは生きているのか？ Are We Under the Biofeedback?（2017年2月21日 講談社タイガ）
- 青白く輝く月を見たか？ Did the Moon Shed a Pale Light?（2017年6月21日 講談社タイガ）
- ペガサスの解は虚栄か？ Did Pegasus Answer the Vanity?（2017年10月19日 講談社タイガ）
- 血か、死か、無か？ Is It Blood, Death or Null?（2018年2月22日 講談社タイガ）
- 天空の矢はどこへ？ Where is the Sky Arrow?（2018年6月22日 講談社タイガ）
- 人間のように泣いたのか？ Did She Cry Humanly?（2018年10月24日 講談社タイガ）

### WWシリーズ
- それでもデミアンは一人なのか？ Still Does Demian Have Only One Brain?（2019年6月21日 講談社タイガ）
- 神はいつ問われるのか？ When Will God be Questioned?（2019年10月23日 講談社タイガ）
- キャサリンはどのように子供を産んだのか？ How Did Catherine Cooper Have a Child?（2020年2月21日 講談社タイガ）
- 幽霊を創出したのは誰か？ Who Created the Ghost?（2020年6月19日 講談社タイガ）
- 君たちは絶滅危惧種なのか？ Are You Endangered Species?（2021年4月15日 講談社タイガ）
- リアルの私はどこにいる？ Where Am I on the Real Side?（2022年4月15日 講談社タイガ）
- 君が見たのは誰の夢？ Whose Dream Did You See?（2023年4月14日 講談社タイガ）
- 何故エリーズは語らなかったのか？ Why didn’t Elise speak?（2024年4月12日 講談社タイガ）

### 短編集
- まどろみ消去 Missing under the Mistletoe（1997年7月 講談社ノベルス / 2000年7月 講談社文庫）
- 地球儀のスライス A Slice of Terrestrial Globe（1999年1月 講談社ノベルス / 2002年3月 講談社文庫）
- 今夜はパラシュート博物館へ The Last Dive to Parachute Museum（2001年1月 講談社ノベルス / 2004年3月 講談社文庫）
- 虚空の逆マトリクス Inverse of Void Matrix（2003年1月 講談社ノベルス / 2006年7月 講談社文庫）
- レタス・フライ Lettuce Fry（2006年1月 講談社ノベルス / 2009年3月 講談社文庫）
- 現代ミステリー短編集 9 悩める刑事（2007年3月 岩崎書店）
- 僕は秋子に借りがある 森博嗣自選短編集 I'm in Debt to Akiko（2008年8月 講談社 / 2009年7月 講談社文庫）
- どちらかが魔女 森博嗣シリーズ短編集 Which is the Witch?（2008年8月 講談社 / 2009年7月 講談社文庫）

### シリーズ外の小説
- そして二人だけになった Until Death Do Us Part（1999年6月 新潮ミステリー倶楽部 / 2001年11月 講談社ノベルス / 2002年12月 新潮文庫 / 2018年9月 講談社文庫）
- 墜ちていく僕たち Falling Ropewalkers（2001年6月 集英社 / 2003年4月 集英社 / 2004年5月 集英社文庫）
- 奥様はネットワーカ Wife at Network（2002年7月 メディアファクトリー / 2005年1月 講談社ノベルス / 2007年4月 ダ・ヴィンチブックス）
- 探偵伯爵と僕 His name is Earl（2004年4月 ミステリーランド / 2007年11月 講談社ノベルス / 2008年11月 講談社文庫）
- どきどきフェノメノン A phenomenon among students（2005年4月 角川書店 / 2006年10月 カドカワ・エンタテインメント / 2008年4月 角川文庫）
- カクレカラクリ An Automaton in Long Sleep（2006年8月 ダ・ヴィンチブックス / 2008年7月 講談社ノベルス / 2009年8月 MF文庫ダ・ヴィンチ / 2020年7月 講談社文庫）
- 少し変わった子あります Eccentric persons are in stock（2006年8月 文藝春秋 / 2007年11月 文藝春秋 / 2009年6月 文春文庫）
- ゾラ・一撃・さようなら Zola with a blow and goodbye（2007年8月 集英社 / 2009年2月 講談社ノベルス / 2010年8月 集英社文庫）
- もえない incombustibles（2007年12月 角川書店 / 2008年12月 カドカワ・エンタテインメント / 2010年12月 角川文庫）
- 銀河不動産の超越 Trancendence of Ginga Estate Agency（2008年5月 文藝春秋 / 2009年9月 講談社ノベルス / 2011年11月 講談社文庫）
- 喜嶋先生の静かな世界 The Silent World of Dr.Kishima（2010年10月 講談社 / 2013年10月 講談社文庫）
- 相田家のグッドバイ Running in the Blood（2012年2月 幻冬舎 / 2014年12月 幻冬舎文庫）
- 実験的経験 EXPERIMENTAL EXPERIENCE（2012年5月 講談社 / 2014年7月 講談社文庫）
- 神様が殺してくれる Dieu aime Lion（2013年6月 幻冬舎 / 2016年4月 幻冬舎文庫）
- 暗闇・キッス・それだけで Only the Darkness or Her Kiss（2015年1月 集英社 / 2018年1月 集英社文庫）
- イデアの影 The shadow of Ideas（2015年11月 中央公論新社 / 2018年11月 中公文庫 / 2025年6月 講談社文庫）
- オメガ城の惨劇 SAIKAWA Sohei’s Last Case（2022年10月 講談社 / 2022年10月 講談社ノベルス）

### ノヴェライズ
- トーマの心臓 Lost heart for Thoma - 原作：萩尾望都（2009年7月 ダ・ヴィンチブックス / 2010年10月 講談社ノベルス / 2012年4月 MF文庫ダ・ヴィンチ / 2022年8月 講談社文庫）

### 浮遊研究室シリーズ
- 森博嗣の浮遊研究室 MORI Hiroshi's Floating Laboratory（2003年3月 ダ・ヴィンチブックス）
- 森博嗣の浮遊研究室2 未来編 MORI Hiroshi's Floating Laboratory 2（2003年10月 ダ・ヴィンチブックス）
- 森博嗣の浮遊研究室3 宇宙編 MORI Hiroshi's Floating Laboratory 3（2004年3月 ダ・ヴィンチブックス）
- 森博嗣の浮遊研究室4 鳳凰編 MORI Hiroshi's Floating Laboratory 4（2004年11月 ダ・ヴィンチブックス）
- 森博嗣の浮遊研究室5 望郷編 MORI Hiroshi's Floating Laboratory 5（2005年7月 ダ・ヴィンチブックス）

### モリログシリーズ
- MORI LOG ACADEMY 1 モリログ・アカデミィ 1（2006年3月 ダ・ヴィンチブックス）
- MORI LOG ACADEMY 2 モリログ・アカデミィ 2 1年のケーキ元旦に飽き（2006年6月 ダ・ヴィンチブックス）
- MORI LOG ACADEMY 3 モリログ・アカデミィ 3 日のないところに書け無理絶えず（2006年9月 ダ・ヴィンチブックス）
- MORI LOG ACADEMY 4 モリログ・アカデミィ 4 投げたらあかん！（2006年12月 ダ・ヴィンチブックス）
- MORI LOG ACADEMY 5 モリログ・アカデミィ 5 なんとなくクリスマス（2007年3月 ダ・ヴィンチブックス）
- MORI LOG ACADEMY 6 モリログ・アカデミィ 6 指揮者必衰のおことわり（2007年6月 ダ・ヴィンチブックス）
- MORI LOG ACADEMY 7 モリログ・アカデミィ 7 山伏の品格（2007年9月 ダ・ヴィンチブックス）
- MORI LOG ACADEMY 8 モリログ・アカデミィ 8 レースにかける青春（2007年12月 ダ・ヴィンチブックス）
- MORI LOG ACADEMY 9 モリログ・アカデミィ 9 おあとがよろしいようで（2008年3月 ダ・ヴィンチブックス）
- MORI LOG ACADEMY 10 モリログ・アカデミィ 10 推定鼯鼠（2008年6月 ダ・ヴィンチブックス）
- MORI LOG ACADEMY 11 モリログ・アカデミィ 11 飛行少年の日々（2008年9月 ダ・ヴィンチブックス）
- MORI LOG ACADEMY 12 モリログ・アカデミィ 12 たそがれの天職（2008年12月 ダ・ヴィンチブックス）
- MORI LOG ACADEMY 13 モリログ・アカデミィ 13 ウは宇宙のウ（2009年3月 ダ・ヴィンチブックス）

### 日記シリーズ
- すべてがEになる I say Essay Everyday（2000年1月 幻冬舎 / 2001年12月 幻冬舎文庫）
- 毎日は笑わない工学博士たち I say Essay Everyday（2000年7月 幻冬舎 / 2002年8月 幻冬舎文庫）
- 封印サイトは詩的私的手記 I say Essay Everyday（2001年6月 幻冬舎 / 2003年8月 幻冬舎文庫）
- ウェブ日記レプリカの使途 I say Essay Everyday（2003年2月 幻冬舎 / 2004年2月 幻冬舎文庫）
- 数奇にして有限の良い終末を I say Essay Everyday（2004年4月 幻冬舎 / 2006年2月 幻冬舎文庫）

### 100の講義シリーズ
- 常識にとらわれない100の講義 100 lectures on the contrary honesty（2012年7月 大和書房 / 2013年9月 だいわ文庫）
- 「思考」を育てる100の講義 100 lectures for fostering thought（2013年8月 大和書房 / 2014年9月 だいわ文庫）
- 素直に生きる100の講義 100 lectures by sober observation（2014年8月 大和書房 / 2015年8月 だいわ文庫）
- 本質を見通す100の講義 100 lectures to see through essence（2015年7月 大和書房 / 2016年9月 だいわ文庫）
- 正直に語る100の講義 100 lectures describing in sincerity（2016年8月 大和書房 / 2017年8月 だいわ文庫）

### クリームシリーズ
- つぶやきのクリーム The cream of the notes（2011年9月 講談社 / 2012年9月 講談社文庫）
- つぼやきのテリーヌ The cream of the notes 2（2013年12月 講談社文庫）
- つぼねのカトリーヌ The cream of the notes 3（2014年12月 講談社文庫）
- ツンドラモンスーン The cream of the notes 4（2015年12月 講談社文庫）
- つぼみ茸ムース The cream of the notes 5（2016年12月 講談社文庫）
- つぶさにミルフィーユ The cream of the notes 6（2017年12月 講談社文庫）
- 月夜のサラサーテ The cream of the notes 7（2018年12月 講談社文庫）
- つんつんブラザーズ The cream of the notes 8（2019年12月 講談社文庫）
- ツベルクリンムーチョ The cream of the notes 9（2020年12月 講談社文庫）
- 追懐のコヨーテ The cream of the notes 10（2021年12月 講談社文庫）
- 積み木シンドローム The cream of the notes 11（2022年12月 講談社文庫）
- 妻のオンパレード The cream of the notes 12（2023年12月 講談社文庫）
- つむじ風のスープ The cream of the notes 13（2024年12月 講談社文庫）

### MORI Magazineシリーズ
- MORI Magazine（2017年7月 大和書房 / 2018年8月 だいわ文庫）
- MORI Magazine 2（2018年7月 大和書房 / 2019年8月 だいわ文庫）
- MORI Magazine 3（2019年7月 大和書房）

### 日々シリーズ
- 森籠もりの日々 Thinking everyday in the forest（2018年7月 講談社）
- 森遊びの日々 Thinking everyday in the forest 2（2019年2月 講談社）
- 森語りの日々 Thinking everyday in the forest 3（2019年8月 講談社）
- 森心地の日々 Thinking everyday in the forest 4（2020年1月 講談社）
- 森メトリィの日々 Thinking everyday in the forest 5（2020年7月 講談社）

### 写真集、絵本、詩集
- アイソパラメトリック Isoparametric（2001年11月 講談社ノベルス / 2006年3月 講談社文庫）
- 君の夢 僕の思考 You Will Dream While I Think（2002年6月 PHP研究所 / 2005年6月 PHP文庫 / 2009年5月 講談社文庫）
- 議論の余地しかない A Space under Discussion（2002年12月 PHP研究所 / 2008年10月 講談社文庫）
- 詩集 MATEKI - 魔的 Magical Words behind me（2003年7月 PHP研究所 / 2007年2月 中公文庫）
- 的を射る言葉 Gathering the Pointed wits（2004年9月 PHP研究所 / 2010年11月 講談社文庫）
- STAR EGG 星の玉子さま（2004年11月 文藝春秋 / 2007年12月 文春文庫）
- STAR SALAD 星の玉子さま2（2006年10月 文藝春秋 / 2009年11月 文春文庫）
- 悪戯王子と猫の物語 Fables of Captain Trouble and Cat - ささきすばるとの共著（2002年10月 講談社 / 2006年3月 講談社文庫）
- 蜥蜴 Salamander - ささきすばるとの共著（2003年10月 中央公論新社）
- 蛟竜 Dragon - ささきすばるとの共著（2004年11月 中央公論新社）
- DAY & NIGHT 昼も夜も - ささきすばるとの共著（2007年4月 中央公論新社）
- 猫の建築家 A Cat of Architect - 絵：佐久間真人（2002年10月 光文社 / 2006年12月 光文社文庫）
- 失われた猫 The Lost Cat - 絵：佐久間真人（2011年12月 光文社）

### エッセイ・対談・ファンブック
- 森博嗣のミステリィ工作室 Mori's Mystery Workshop（1999年3月 ダ・ヴィンチブックス / 2001年12月 講談社文庫）
- 100人の森博嗣 100 MORI Hiroshies（2003年3月 ダ・ヴィンチブックス / 2005年11月 ダ・ヴィンチブックス / 2011年9月 講談社文庫）
- アンチ・ハウス ANTI HOUSE - 阿竹克人との共著（2003年6月 中央公論新社）
- 森博嗣本 作品ガイドからお庭まで - 別冊宝島編集部・編、西尾維新との対談などが収録されているファンブック、絶版（2004年5月 宝島社 / 2006年2月 宝島社文庫）
- 工作少年の日々 Under Construction forever（2004年7月 集英社 / 2008年1月 集英社文庫）
- 人間は考えるFになる - 土屋賢二との共著（2004年9月 講談社 / 2007年3月 講談社文庫）
- 森博嗣の TOOL BOX（2005年10月 日経BP）
  - 【改題】森博嗣の道具箱 The Spirits of Tools（2008年2月 中公文庫）
- 悠悠おもちゃライフ The Leisurely Life with Toys and Models（2006年6月 ラピタ・ブックス / 2007年7月 講談社文庫）
- 森博嗣の半熟セミナ 博士、質問があります！ DR. MORI's Soft-boiled Seminar （2008年12月 講談社 / 2011年1月 講談社文庫）
- DOG & DOLL（2009年3月 Tokyo FM出版 / 2011年7月 講談社文庫）
- TRUCK & TROLL The Leisurely Life with Toys and Models（2010年3月 Tokyo FM出版 / 2012年6月 講談社文庫）
- 道なき未知 Uncharted Unknown（2017年11月 ベストセラーズ / 2019年4月 ワニ文庫）
- 森には森の風が吹く My wind blows in my forest（2018年11月 講談社 / 2021年11月 講談社文庫）
- なにものにもこだわらない（2019年3月 PHP研究所 / 2020年3月 PHP文庫）
- アンチ整理術（2019年11月 日本実業出版社 / 2022年3月 講談社文庫[注 26]）
- 静かに生きて考える Thinking in Calm Life（2024年1月 ベストセラーズ / 2025年8月 ベストセラーズ【文庫版】）
- 日常のフローチャート Daily Flowchart（2025年4月 ベストセラーズ）

### 新書
- 臨機応答・変問自在 森助教授VS理系大学生（2001年4月 集英社新書）
- 臨機応答・変問自在2（2002年9月 集英社新書）
- 大学の話をしましょうか - 最高学府のデバイスとポテンシャル（2005年10月 中公新書ラクレ）
- 自由をつくる 自在に生きる（2009年11月 集英社新書）
- 創るセンス 工作の思考（2010年2月 集英社新書）
- 小説家という職業（2010年6月 集英社新書）
- 自分探しと楽しさについて（2011年2月 集英社新書）
- 科学的とはどういう意味か（2011年6月 幻冬舎新書）
- 人間はいろいろな問題についてどう考えていけば良いのか（2013年3月 新潮新書）
- 「やりがいのある仕事」という幻想（2013年5月 朝日新書）
- 孤独の価値（2014年11月 幻冬舎新書）
- 作家の収支（2015年11月 幻冬舎新書）
- 夢の叶え方を知っていますか？（2017年1月 朝日新書)
- 集中力はいらない（2018年3月 SB新書）
- 読書の価値（2018年4月 NHK出版新書）
- ジャイロモノレール（2018年9月 幻冬舎新書）
- 悲観する力（2019年1月 幻冬舎新書）
- 面白いとは何か？ 面白く生きるには？（2019年9月 ワニブックスPLUS新書）
- お金の減らし方（2020年4月 SB新書 / 2024年6月 SB新書【新版】）
- 勉強の価値（2020年11月 幻冬舎新書）
- 諦めの価値（2021年8月 朝日新書）

### 庭園鉄道シリーズ
- ミニチュア庭園鉄道 欠伸軽便鉄道弁天ヶ丘線の昼下がり（2003年7月 中公新書ラクレ）
- ミニチュア庭園鉄道 2 欠伸軽便鉄道弁天ヶ丘線の大躍進（2004年8月 中公新書ラクレ）
- ミニチュア庭園鉄道 3 欠伸軽便鉄道弁天ヶ丘線の野望（2005年3月 中公新書ラクレ)
- 庭園鉄道趣味 鉄道に乗れる庭 Garden Railway Life（2008年7月 講談社）
- 庭煙鉄道趣味 庭蒸気が走る毎日 Steam in the Garden（2009年7月 講談社）

### アンソロジー
「」内が森博嗣の作品
- 21世紀本格 書下ろしアンソロジー（2001年12月 カッパ・ノベルス）「トロイの木馬」
- Day to Day（2021年3月 講談社）「静かな緊急事態生活」

## 作品リスト（翻訳版）

### 英語版作品
- The Girl Who Was the Little Bird（『小鳥の恩返し』の英語版 [35]）
- A Pair of Hearts（『片方のピアス』の英語版 [36]）
- I'm In Debt to Akiko（『僕は秋子に借りがある』の英語版 [37]）
- Silent Prayer In Empty（『虚空の黙祷者』の英語版[38]）
- Kappa（『河童』の英語版[39]）
- The Rooftop Ornaments of Stone Ratha（英語版 『石塔の屋根飾り』の英語版。S&Mシリーズ作品[40]）
- Which Is the Witch?（『どちらかが魔女』の英語版。S&Mシリーズ作品[41]）
- Seven Stories（上記の7作品をおさめた英語版短編集 「The BBB」にて電子書籍化。巻末には、英訳者・清涼院流水による解説を収録[42]）
- The Sky Crawlers: Prologue, Episode 1
- The Sky Crawlers: Episode 2, Episode 3
- The Sky Crawlers: Episode 4, Episode 5, Epilogue
- The Sky Crawlers（巻末に「『スカイ・クロラ』についての森博嗣氏インタビュー」を収録[43]。）

### 英語版以外の作品
- 中華人民共和国、大韓民国、台湾などでS&MシリーズやVシリーズの一部作品が出版されている。

## 作品リスト（その他）

### 学術著書
- 建築系のためのBASICプログラミング（共著 1986年12月、森北出版）
- C言語によるマトリックス演算 〔C言語による構造解析シリーズ〕（共著 1988年6月、森北出版）
- C言語による有限要素法入門 〔C言語による構造解析シリーズ〕（単著、1989年3月、森北出版）
- 建築材料――その選択から施工まで（共著 1989年7月、理工図書 / 第2版1991年 / 改訂1版1999年）
- “ジャイロモノレール〈第1回〉”. 鉄道模型趣味 (機芸出版). (2010年5月).
- “ジャイロモノレール〈第2回〉”. 鉄道模型趣味 (機芸出版). (2010年6月).
- “シンプルなジャイロモノレールの作り方”. 鉄道模型趣味 (機芸出版). (2010年8月).

### 翻訳
- 考えなしの行動 - ジェーン・フルトン・スーリ、IDEO著、太田出版

### 監修
- コマとジャイロ　回転体の科学と技術 - ジョン・ペリー著、誠文堂新光社

### 同人誌
発行から20年以上経過しているため入手困難。いくつかは『森博嗣のミステリィ工作室』に縮小した形で収録されている。また一部の作品のタイトルは小説に流用されている。

## メディアミックス

### コミック
- すべてがFになる - 作画：浅田寅ヲ、ソニーマガジンズ→幻冬舎コミックスBIRZ COMICS SPECIAL→幻冬舎コミックス漫画文庫
- 冷たい密室と博士たち - 作画：浅田寅ヲ、幻冬舎コミックスBIRZ COMICS SPECIAL→幻冬舎コミックス漫画文庫
- 女王の百年密室 - 作画：スズキユカ、幻冬舎コミックスBIRZ COMICS SPECIAL→幻冬舎コミックス漫画文庫
- 迷宮百年の睡魔 - 作画：スズキユカ、幻冬舎コミックスBIRZ COMICS SPECIAL
- 赤目姫の潮解 - 作画：スズキユカ、幻冬舎コミックスBIRZ COMICS SPECIAL
- 黒猫の三角 - 作画：皇なつき、角川書店あすかコミックスDX→幻冬舎コミックスBIRZ COMICS SPECIAL→幻冬舎コミックス漫画文庫
- すべてがFになる - 作画：霜月かいり、KC ARIA
- 四季 - 作画：猫目トーチカ、KC ITAN

### ビデオゲーム
- すべてがFになる - プレイステーションソフト、KID

### ラジオドラマ
- 女王の百年密室 - 出演：高山みなみ他、NHK-FM 青春アドベンチャー、2003年放送・2005年再放送
- 迷宮百年の睡魔 - 出演：高山みなみ他、NHK-FM 青春アドベンチャー、2005年放送

### テレビドラマ
- カクレカラクリ（2006年9月13日、TBS系列、出演：加藤成亮・平岡祐太・栗山千明・星井七瀬・落合扶樹ほか）
- 超再現!ミステリー 第1回（2012年4月17日、日本テレビ系列） - 『奥様はネットワーカ』を再現ドラマ化
- すべてがFになる（2014年10月21日 - 12月23日、フジテレビ系列、主演：武井咲、綾野剛）
- 瀬在丸紅子の事件簿〜黒猫の三角〜（2015年2月6日、フジテレビ系列『赤と黒のゲキジョー』、主演：檀れい） - 原作：Vシリーズ

### 映画
- スカイ・クロラ The Sky Crawlers - 監督：押井守、脚本：伊藤ちひろ、アニメーション製作：プロダクションI.G、配給：ワーナー・ブラザース映画 
※ 長編アニメーション映画

### テレビアニメ
- すべてがFになる THE PERFECT INSIDER （2015年10月 - 12月、フジテレビ系列『ノイタミナ』） - 監督：神戸守、アニメーション製作：A-1 Pictures - 原作：『すべてがFになる』、四季シリーズ

## 関連人物
- 大沢在昌 - 作家。東海高校では2年先輩にあたる。
- 阿竹克人 - 建築家。大学の先輩で同僚でもあり、自宅のガレージの設計を依頼している。
- 宇山日出臣 - 講談社の編集者。
- 辰巳四郎 - S&Mシリーズ（ノベルス版・文庫版）やVシリーズ（ノベルス版のみ）などの装丁を手がけた。
- 鈴木成一デザイン室 - 森作品の多くの装幀を手がけている。
- 清涼院流水 - 友人の作家。「The BBB」で『スカイ・クロラ』など森作品の英訳も担当している。